# São Paulo do Potengi (ort)
São Paulo do Potengi är en ort i Brasilien.   Den ligger i kommunen São Paulo do Potengi och delstaten Rio Grande do Norte, i den östra delen av landet, 1 700 km nordost om huvudstaden Brasília. São Paulo do Potengi ligger 78 meter över havet och antalet invånare är 9 333.
Terrängen runt São Paulo do Potengi är huvudsakligen platt. São Paulo do Potengi ligger nere i en dal. Runt São Paulo do Potengi är det ganska tätbefolkat, med 60 invånare per kvadratkilometer.. Det finns inga andra samhällen i närheten.
Omgivningarna runt São Paulo do Potengi är huvudsakligen savann.